# استیپلتون، کامبریا
استیپلتون (به انگلیسی: Stapleton) یک روستا و محله مدنی در بریتانیا است که در کارلایل واقع شده‌است. استیپلتون ۲۴۹ نفر جمعیت دارد.